# 군지 겐타로
군지 겐타로(일본어: 郡司 健太朗, 1992년 7월 6일 ~ )는 일본의 전 축구 선수이다.

## 구단 경력
과거 YSCC 요코하마에서 활동하였다.